# Asif Kapadia
Asif Kapadia (Londra, 1972) è un regista inglese di origine indiana.

## Biografia
La sua carriera di regista inizia nel 1994 con il cortometraggio Indian Tales. Nel 1996 gira i film Waiting room e Wild west, e nel 1997 produce il cortometraggio The Sheep Thief con il quale vince il secondo premio della sezione "Cinefoundation" al Festival di Cannes nel 1998.
Il successo arriva nel 2002 con il film The Warrior che viene nominato per tre BAFTA Awards nel 2003, e vince un "Alexander Korda Award" come miglior film emergente inglese dell'anno, e un "Carl Foreman Award" per lo speciale lavoro cinematografico eseguito da un regista nei suoi primi film. Il film vince anche "l'Evening Standard British Film Award", Sutherland Trophy per il miglior film originale e creativo al BFI London Film Festival, il "Grand Prix" al "Dinard Film Festival", il "Douglas Hickox Award" come miglior film in debutto, e il "Technical Achievement Award".
Nel 2006 esce il film L'incubo di Joanna Mills con Sarah Michelle Gellar e Sam Shepard, e nel 2007 esce il film Far North, estremo nord che viene presentato al Festival del cinema di Venezia. Nel 2010 ha diretto il film documentario sulla carriera di Ayrton Senna, premiato al Sundance Film Festival negli Stati Uniti.

## Filmografia

### Regista

#### Cortometraggi
- Indian Tales (1994)
- The Waiting Room (1996)
- Wild West (1996)
- The Sheep Thief (1997)
- Uneternal City - film a episodi (2008)
- Trancity (2008)
- My World (2008)

#### Lungometraggi
- The Warrior (2001)
- L'incubo di Joanna Mills (The Return) (2006)
- Far North, estremo nord (2007)
- Senna (2010) - documentario
- Amy (2015) - documentario
- Ali and Nino (2016)
- Diego Maradona (2019) - documentario
- 2073 - Ultima chiamata (2024) - documentario

#### Televisione
- Mindhunter - serie TV, 2 episodi (2017)

### Attore
- The Nine Lives of Tomas Katz, regia di Ben Hopkins (2000)

### Produttore
- The Bypass, regia di Amit Kumar - cortometraggio (2003)
- Monsoon Shootout, regia di Amit Kumar (2013)